# 翟比南
翟比南（英語： 1874年—1928年）英国外交官，英国汉学家翟理斯第三子。曾先后担任英国驻广州领事和英国驻南京总领事。1927年南京事件期间遇袭受伤。